# Keeler
Keeler és una concentració de població designada pel cens dels Estats Units a l'estat de Califòrnia. Segons el cens del 2000 tenia 66 habitants.

## Demografia
Segons el cens del 2000, Keeler tenia 66 habitants, 36 habitatges, i 19 famílies. La densitat de població era de 21,2 habitants/km².
Dels 36 habitatges en un 11,1% hi vivien nens de menys de 18 anys, en un 38,9% hi vivien parelles casades, en un 5,6% dones solteres, i en un 47,2% no eren unitats familiars. En el 38,9% dels habitatges hi vivien persones soles el 22,2% de les quals corresponia a persones de 65 anys o més que vivien soles. El nombre mitjà de persones vivint en cada habitatge era d'1,83 i el nombre mitjà de persones que vivien en cada família era de 2,37.
Per edats la població es repartia de la següent manera: un 13,6% tenia menys de 18 anys, un 1,5% entre 18 i 24, un 10,6% entre 25 i 44, un 36,4% de 45 a 60 i un 37,9% 65 anys o més.
L'edat mediana era de 57 anys. Per cada 100 dones de 18 o més anys hi havia 111,1 homes.
Cap de les famílies i el 8,5% de la població estaven per davall del llindar de pobresa.

## Poblacions més properes
El següent diagrama mostra les poblacions més properes.